# Buzz (ステップスのアルバム)
Buzz（バズ）は、2000年10月30日にリリースされたイギリスのポップグループ、ステップスの3枚目のスタジオアルバムである。UKアルバムチャートで4位に達した。このアルバムでは、グループがPWLサウンドからより成熟したサウンドに移行し始め、スウェーデンのプロデューサーやシンディ・ローパーなどのソングライターと仕事をした。このより成熟したサウンドは、Gold: Greatest Hitsの新しい素材にも反映された。
グループの各メンバーはアルバムのトラックを共同で作曲し、その結果、それぞれのトラックでリードボーカルを務めた。アルバム「Stomp」のリードシングルは、週末のパーティーと楽しい時間を過ごすことについての歌詞を持つファンキーなアップビートソングで、Chicのシングル「Everybody Dance」のサンプルをフィーチャーし、UKシングルチャートでトップになり、「Heartbeat」/「Tragedy」に次ぐ2番目のナンバーワンヒットとなった。
「Better the Devil You Know」と「Summer of Love」は、その年の初めに「Say You'll Be Mine」と「When I Said Goodbye」のダブルA面シングルの一部としてリリースされた後、アルバムに収録された。「It's the Way You Make Me Feel」は、アルバムからリリースされた2枚目のシングルで、シングルのコピーが1週間早くショップでリリースされた後、英国で2位に達し、1位を獲得するチャンスを損なった。しかし、これにより、バンドはトラックが72位から2位になったときに最高のチャートジャンプのチャート記録を保持。「Here and Now」と「You'll Be Sorry」は、Buzzからリリースされた最後の曲で、どちらもダブルA面CDシングルに収録され、英国で4位に達した。このアルバムはイギリスでプラチナ認定を受け、2001年にオーストラリアとアメリカでリリースされた。
このアルバムは2024年2月に初めてレコードで再リリースされ、 UK Vinyl Albums Chartで7位でデビューした。

## リリースとレセプション
| Review scores   | Review scores |
| Source          | Rating        |
| --------------- | ------------- |
| AllMusic        | 星4           |
| NME             | 星4           |
| Yahoo! Music UK | 星6           |

Buzzは、さまざまな音楽雑誌やウェブサイトから好意的な批判的な反応を受けた。誰もがグループが「ABBAサウンド」から独自の音楽スタイルに逸脱していることに気付いた。オールミュージックは「彼らは実際に独自のサウンドを持っており、それはここでそれ自体を明らかにし、クリスタルクリアだ」と述べた。
このアルバムでは、グループはエレクトロとテクノの影響を受けたより成熟で独創的なサウンドに傾いているが、それでもステップスの初期の作品に目立つサウンドを維持している。これは、アルバムが「You'll Be Sorry」、「Never Get Over You」、「Happy Go Lucky」、「Buzzz」などのトラックで再生されるときに見られる。アルバムのアートワークと全体的な外観は、彼らの初期のアルバムは、彼らの音楽のサウンドの啓蒙に似せて、より多くの色と表現を持っていたため、サウンドに際立っている。彼らのサウンドがより成熟するにつれて、彼らの外観はより洗練され、次のアルバム「Gold: Greatest Hits」の外観に引き継がれた新しい時代へのステップの進歩を示した。
whereitsat.tvとのインタビューで、ステップスがピート・ウォーターマンの日々が彼らの後ろにあるかどうか尋ねられたとき、リーは次のように答えた。「私たちは2、3年間ピート・ウォーターマンの翼の下にいた。そして、3枚目のアルバム「Buzz」で、私たちは経験と一種の自己表現などを経験した。私たちはチャンスがあり、作曲し、プロデュースを手伝い、アルバムBuzzにこれらの曲を収録している。ベスト・ヒット・アルバムがリリースされる今、[私たちは]そのアルバムの作曲と制作を手伝っています。その後、アルバムがある。それはほとんど時代を後にして別のものに移るようなものなので、ある意味では新しい始まりと見なすことができる。」
しかし、このアルバムは彼らの最初のリリースよりも成功していないと言われており、英国アルバムチャートで4位をピークにし、英国レコード産業（BPI）からダブルプラチナステータスを達成した。ステップワンは8×プラチナ認定を受け、ステップタキュラーは4倍プラチナ認定を受けた。また、グループのボクシングデーが分裂する前に、英国で100万枚売れなかった唯一のアルバムとも考えられている。現在までに、英国で68万枚以上を売り上げ、彼らがまだ一緒にいる間は最も売れたアルバムになった。このアルバムには、リー以外の各メンバーのソロも収録されていますが、彼は共同作曲した曲「Turn Around」に収録されている。

## トラックリスト
| No.      | タイトル                        | 作詞                                                                                     | プロデューサー                                           | 時間  |
| -------- | ------------------------------- | ---------------------------------------------------------------------------------------- | -------------------------------------------------------- | ----- |
| 1.       | "Better the Devil You Know"     | - マイク・ストック - マット・エイトケン - ピート・ウォーターマン                         | - マーク・トファム - カール・トゥイッグ - ウォーターマン | 3:49  |
| 2.       | "Stomp"                         | - トファム - トゥいっぐ - リタ・キャンベル - ナイル・ロジャース - バーナード・エドワーズ | - トファム - トゥイッグ - ウォーターマン                 | 3:22  |
| 3.       | "Summer of Love"                | - トファム - トゥイッグ                                                                  | - トファム - トゥイッグ - ウォーターマン                 | 3:52  |
| 4.       | "It's the Way You Make Me Feel" | ヨルゲン・エロフソン                                                                     | - エロフソン - デヴィッド・クルーガー                    | 3:17  |
| 5.       | "You'll Be Sorry"               | - トファム - トゥイッグ                                                                  | - トファム - トゥイッグ - ウォーターマン                 | 4:06  |
| 6.       | "Learn to Love Again"           | - イアン・ワトキンス - アンドリュー・フランプトン                                        | フランプトン                                             | 3:27  |
| 7.       | "Never Get Over You"            | - リサ・スコット=リー - レイ「マッドマン」ヘッジズ - ナイジェル・バトラー                | ヘッジ                                                   | 3:55  |
| 8.       | "Hand on Your Heart"            | - クレア・リチャーズ - アンドリュー・フランプトン                                        | フランプトン                                             | 4:03  |
| 9.       | "Happy Go Lucky"                | - アンディ・ゴールドマーク - ブラッド・デイモンド - アレックス・グレッグス               | - ゴールドマーク - リップロック・アンド・アレックス      | 3:33  |
| 10.      | "Buzzz"                         | - ゴールドマーク - マーク・ミューラー                                                    | - ゴールドマーク - リップロック・アンド・アレックス      | 3:21  |
| 11.      | "Here and Now"                  | - アンドレアス・カールソン - アリ・トムソン                                              | - アンドレアス「クイズ」ロムダネ - ジョセフ・ラロッシ    | 3:45  |
| 12.      | "Paradise Lost"                 | - トファム - トゥイッグ                                                                  | - トファム - トゥイッグ - ウォーターマン                 | 4:35  |
| 13.      | "Turn Around"                   | - リー・ラッチフォード・エヴァンス - マイケル・ガービン - オスカー・ポール               | グラハム・スタック                                       | 3:24  |
| 14.      | "Wouldn't Hurt So Bad"          | - ゴールドマーク - ミュラー                                                              | - ゴールドマーク - ジミー・ブラウアー                    | 3:34  |
| 15.      | "If You Believe"                | - フェイ・トザー - シンディー・ローパー - ヤン・パルスフォード - ジャスパー・アーン      | クリス・ポーター                                         | 3:52  |
| 合計時間 | 合計時間                        | 合計時間                                                                                 | 合計時間                                                 | 55:55 |

| No.       | タイトル                        | 作詞                                          | プロデューサー                                      | 時間  |
| --------- | ------------------------------- | --------------------------------------------- | --------------------------------------------------- | ----- |
| 1.        | "Stomp"                         | - トファム - トゥイッグ - キャンベル          | - トファム - トゥイッグ - ウォーターマン            | 3:22  |
| 2.        | "It's the Way You Make Me Feel" | エロフソン                                    | - エロフソン - クルーガー                           | 3:17  |
| 3.        | "Buzzz"                         | - ゴールドマーク - ミュラー                   | - ゴールドマーク - リップロック・アンド・アレックス | 3:21  |
| 4.        | "Here and Now"                  | - カールソン - トムソン                       | - ロムダネ - ラロッシ                               | 3:45  |
| 5.        | "Happy Go Lucky"                | - ゴールドマーク - デイモンド - グレッグス    | - ゴールドマーク - リップロック・アンド・アレックス | 3:33  |
| 6.        | "Summer of Love"                | - トファム - トゥイッグ                       | - トファム - トゥイッグ - ウォーターマン            | 3:52  |
| 7.        | "Better the Devil You Know"     | - ストック - エイトケン - ウォーターマン      | - トファム - トゥイッグ - ウォーターマン            | 3:49  |
| 8.        | "You'll Be Sorry"               | - トファム - トゥイッグ                       | - トファム - トゥイッグ - ウォーターマン            | 4:06  |
| 9.        | "Learn to Love Again"           | - ワトキンス - フランプトン                   | フランプトン                                        | 3:27  |
| 10.       | "Never Get Over You"            | - スコット・リー - ヘッジ - バトラー          | ヘッジ                                              | 3:55  |
| 11.       | "Hand on Your Heart"            | - リチャード - フランプトン                   | フランプトン                                        | 4:03  |
| 12.       | "Paradise Lost"                 | - トファム - トゥイッグ                       | - トファム - トゥイッグ - ウォーターマン            | 4:35  |
| 13.       | "Turn Around"                   | - エバンス - ガービン - ポール                | スタック                                            | 3:24  |
| 14.       | "If You Believe"                | - トザー - ローパー - パルスフォード - イルン | ポーター                                            | 3:52  |
| 合計時間: | 合計時間:                       | 合計時間:                                     | 合計時間:                                           | 52:21 |

| No.       | タイトル               | 作詞                        | プロデューサー                           | 時間  |
| --------- | ---------------------- | --------------------------- | ---------------------------------------- | ----- |
| 15.       | "Wouldn't Hurt So Bad" | - ゴールドマーク - ミュラー | - ゴールドマーク - ブラローワー          | 3:34  |
| 16.       | "Human Touch"          | - トファム - トゥイッグ     | - トファム - トゥイッグ - ウォーターマン | 4:00  |
| 合計時間: | 合計時間:              | 合計時間:                   | 合計時間:                                | 59:55 |

| No.       | タイトル                    | 作詞                                                           | プロデューサー                               | 時間  |
| --------- | --------------------------- | -------------------------------------------------------------- | -------------------------------------------- | ----- |
| 17.       | "Stomp" (W.I.P. remix)      | - トファム - トゥイッグ - キャンベル - ロジャース - エドワーズ | - Topham - Twigg - Waterman - W.I.P. (remix) | 6:08  |
| 18.       | "5, 6, 7, 8" (instrumental) | - バリー・アップトン - スティーブ・クロスビー                  | - トファム - トゥイッグ - ウォーターマン     | 2:54  |
| 合計時間: | 合計時間:                   | 合計時間:                                                      | 合計時間:                                    | 68:57 |

| No.       | タイトル                               | 作詞                                                                    | プロデューサー                                      | 時間  |
| --------- | -------------------------------------- | ----------------------------------------------------------------------- | --------------------------------------------------- | ----- |
| 1.        | "Buzzz"                                | - ゴールドマーク - ミュラー                                             | - ゴールドマーク - リップロック・アンド・アレックス | 3:21  |
| 2.        | "It's the Way You Make Me Feel"        | エロフソン                                                              | - エロフソン - デヴィッド・クルーガー               | 3:17  |
| 3.        | "Happy Go Lucky"                       | - ゴールドマーク - デイモンド - グレッグス                              | - ゴールドマーク - リップロック・アンド・アレックス | 3:33  |
| 4.        | "Mars & Venus (We Fall in Love Again)" | - デイン・デヴィラー - ショーン・ホーシン - エロフソン - ゴールドマーク | - デビラー - ホーシン                               | 3:50  |
| 5.        | "Stomp"                                | - トファム - トゥイッグ - キャンベル                                    | - トファム - トゥイッグ - ウォーターマン            | 3:22  |
| 6.        | "Here and Now"                         | - カールソン - トムソン                                                 | - ロムダネ - ラロッシ                               | 3:45  |
| 7.        | "Summer of Love"                       | - トファム - トゥイッグ                                                 | - トファム - トゥイッグ - ウォーターマン            | 3:52  |
| 8.        | "Never Get Over You"                   | - スコット・リー - ヘッジ - バトラー                                    | ヘッジ                                              | 3:55  |
| 9.        | "Wouldn't Hurt So Bad"                 | - ゴールドマーク - ミュラー                                             | - Goldmark - Bralower                               | 3:34  |
| 10.       | "Learn to Love Again"                  | - ワトキンス - フランプトン                                             | フランプトン                                        | 3:27  |
| 11.       | "Hand on Your Heart"                   | - リチャード - フランプトン                                             | フランプトン                                        | 4:03  |
| 合計時間: | 合計時間:                              | 合計時間:                                                               | 合計時間:                                           | 40:00 |

 
備考
- "「Mars & Venus (We Fall in Love Again)」は、Buzzの米国版でのみ入手でき、英国では利用できないが、リミックスされた形式はThe Last Danceに登場した。

サンプルクレジット
- "「Stomp」には、バーナード・エドワーズとナイル・ロジャースが作曲し、シックが演奏した「Everybody Dance」のオーケストラ・リフが修正されている。

## 職員
- リサ・スコット=リー – ボーカル、バックグラウンドボーカル
- フェイ・トザー – ボーカル、バックボーカル
- リー・ラッチフォード=エヴァンズ – ボーカル、バックボーカル
- イアン・H・ワトキンス – ボーカル、バックボーカル
- クレア・リチャーズ – ボーカル、バックボーカル
- パトリック・アンドレン – キーボード
- グレッグ・ボーン – ギター
- ジミー・ブラウアー – アレンジャー、プロデューサー、エンジニア、ドラムプログラミング
- ナイジェル・バトラー – アレンジャー
- アンディ・ケイン – ボーカル（背景）
- リタ・キャンベル – ボーカル（背景）
- メアリー・カレウ – ボーカル（背景）
- アンドレアス・カールソン – ボーカル（背景）
- クリス・デステファノ – ベース、キーボード、エンジニア、ドラムプログラミング
- デイブ・デビル – ギター、プログラミング、プロデューサー
- ティム・ドノバン – エンジニア
- ランス・エリントン – ボーカル（背景）
- シンディ・ローパー – ボーカル（背景）
- ヨルゲン・エロフソン – プロデューサー
- マーク・エミット – ミキシング
- アンドリュー・フランプトン – アレンジャー、プロデューサー
- ダニエル・フランプトン - エンジニア、ミキシング
- アンディ・ゴールドマーク – ベース、アレンジャー、キーボード、プロデューサー、ドラムプログラミング
- チャズ・ハーパー – マスタリング
- サイモン・ヒル – ドラムプログラミング
- ショーン・ホセイン – プログラミング、プロデューサー
- ニック・イングマン – 弦楽編曲、弦楽指揮者
- ヘンリク・ヤンソン – 弦楽器指揮者
- ウルフ・ヤンソン – 弦楽指揮者
- デビッド・クルーガー – プロデューサー
- ジョセフ・ラロッシ – アレンジャー、プロデューサー、ミキシング、インストゥルメンテーション
- バーナード・ルーア – ミキシング
- ギュスターヴ・ルンド – パーカッション
- アーニー・マコーン – ベース
- エスビョルン・アハルウォール – ギター
- ポーラ・オリベイラ – アシスタントエンジニア、ミキシングアシスタント
- ジャネット・オルソン – ボーカル（背景）
- スティーブ・プライス – エンジニア、ミキシング
- マーク・リダース・リスデール – エンジニア
- アンドレアス・クイズ・ロムダネ – 編曲者、プロデューサー、ミキシング、楽器
- シェーン・ストーンバック – ミキシング・アシスタント
- マーク・トファム – ベース、プロデューサー
- カール・トゥイッグ – キーボード、プロデューサー
- Tボーン・ウォルク – ギター
- ハカン・ウォルガード – 弦技師
- リチャード・ウッドクラフト – アシスタントエンジニア
- ギャヴィン・ライト – バイオリン

## チャートと認証
| チャート (2000年)                      | 最高順位 | 証明 (販売しきい値) |
| -------------------------------------- | -------- | ------------------- |
| オーストラリアのアルバムチャート(ARIA) | 112      |                     |
| ベルギーのアルバムチャート(Flanders)   | 11       |                     |
| アイルランドのアルバムチャート         | 23       |                     |
| 日本のアルバムチャート                 | 53       |                     |
| 英国アルバムチャート                   | 4        | 2× Platinum         |

| チャート (2024年)          | 最高順位 |
| -------------------------- | -------- |
| イギリスのビニールアルバム | 7        |

## リリース歴
| 国             | 発売日         | 形式                          | レーベル                   | カタログ      |
| -------------- | -------------- | ----------------------------- | -------------------------- | ------------- |
| イギリス       | 2000年10月30日 | 通常盤 (CD)                   | Jive / EBUL                | 920117-2      |
| イギリス       | 2000年10月30日 | 通常盤 (カセット)             | Jive / EBUL                | 920117-4      |
| 日本           | 2001年4月25日  | 通常盤 (CD)                   | ゾンバ・レコーズ・ジャパン | ZJCI-10026    |
| オーストラリア | 2001年7月16日  | 通常盤(CD + ボーナストラック) | Zomba                      | 920128-2      |
| アメリカ       | 2001年7月24日  | 通常盤 (CD)                   | Zomba                      | 01241-41752-2 |
| 世界共通       | 2024年2月23日  | ビニール                      | Zomba                      |               |